# Aidia dilleniacea
Aidia dilleniacea är en måreväxtart som först beskrevs av Henri Ernest Baillon, och fick sitt nu gällande namn av Colin Ernest Ridsdale. Aidia dilleniacea ingår i släktet Aidia och familjen måreväxter. Inga underarter finns listade i Catalogue of Life.